# Wexford County
Wexford County is een county in de Amerikaanse staat Michigan.
De county heeft een landoppervlakte van 1.465 km² en telt 30.484 inwoners (volkstelling 2000). De hoofdplaats is Cadillac.